# Regierung Geens I
Die Regierung Geens I war die erste flämische Regierung. Sie amtierte vom 22. Dezember 1981 bis zum 10. Dezember 1985. Ihr gehörten vier Minister der Christlichen Volkspartei (CVP), je zwei Minister der Partei für Freiheit und Fortschritt (PVV) und der Sozialistischen Partei (SP) sowie ein Minister der Volksunion (VU) an.

## Zusammensetzung
Dem Kabinett gehörten folgende Minister an:
| Amt                                                                               | Name           | Partei | Beginn der Amtszeit | Ende der Amtszeit |
| --------------------------------------------------------------------------------- | -------------- | ------ | ------------------- | ----------------- |
| Vorsitzender der Exekutive und Gemeinschaftsminister für Wirtschaft und Arbeit    | Gaston Geens   | CVP    | 22. Dezember 1981   | 10. Dezember 1985 |
| stellvertretender Vorsitzender der Exekutive und Gemeinschaftsminister für Kultur | Karel Poma     | PVV    | 22. Dezember 1981   | 10. Dezember 1985 |
| Gemeinschaftsminister für lokale Regierungen und öffentliche Arbeiten             | Marc Galle     | SP     | 22. Dezember 1982   | 23. Juli 1982     |
| Gemeinschaftsminister für innere Angelegenheiten                                  | Marc Galle     | SP     | 23. Juli 1982       | 10. Dezember 1985 |
| Gemeinschaftsministerin für Familie und Soziales                                  | Rika Steyaert  | CVP    | 22. Dezember 1981   | 10. Dezember 1985 |
| Gemeinschaftsminister für Finanzen und Haushalt                                   | Hugo Schiltz   | VU     | 22. Dezember 1981   | 10. Dezember 1985 |
| Gemeinschaftsminister für Raumordnung, ländlichen Raum und Naturschutz            | Paul Akkermans | CVP    | 22. Dezember 1981   | 10. Dezember 1985 |
| Gemeinschaftsminister für Wohnungen                                               | Jacky Buchmann | PVV    | 22. Dezember 1981   | 10. Dezember 1985 |
| Gemeinschaftsminister für Gesundheit                                              | Roger De Wulf  | PS     | 22. Dezember 1981   | 10. Dezember 1985 |
| Gemeinschaftsminister für Umwelt, Wasser und Bildung                              | Jan Lenssens   | CVP    | 22. Dezember 1981   | 10. Dezember 1985 |